# Морски флаг
Морски флаг е отличителен знак във вид на платно с правилна геометрична форма със специална разцветка, който може да обозначава държавна принадлежност, ранг и предназначение на кораб (съд), ранга на неговия командир (капитан), длъжността на определено лица, намиращо се на кораба, изпълняваното от кораба задание или специални сигнални функции.
Морските флагове са няколко вида. Освен държавните военноморски флагове има гюйси, флагове за ранг, длъжностни флагове, вимпели на задачите, сигнални флагове и празнични флагове.

## История на произхода на морските флагове
Болшинството флагове първоначално са създавани за използване в морето и едва след това на сушата. В началото особени знаци за владение и национална принадлежност на съдовете са емблемите (по-късно гербовете), нарисувани на платната на корабите. Със същата цел са поставяни гербовите щитове, закрепени надлъжно на планшира. От 12—13 век морските флагове постепенно влизат в употреба, превръщайки се във важно средство за определяне както на държавната принадлежност и функциите на кораба, така и на ранга (длъжността) на неговия командир.
В периода на Развитото Средновековие всички кораби са въоръжавани до определена степен, затова и няма резки различия между търговските и военните кораби. За да покажат своята държавна принадлежност болшинството кораби имат флаг на пристанището, където са регистрирани. Сред първите национални морски флагове, използвани на кораби в Северна Европа, са английския флаг с бял цвят и кръста на свети Георги, синия шотландски флаг с кръста на светия апостол Андрей и датския национален флаг „данеброг“ (на датски: dannebrog). В Средиземноморието едни от първите такива флагове са генуезския флаг с изображение на кръста на свети Георги и венецианския флаг с лъва на свети Марко.
- Английския флаг с кръста на свети Георги.
- Шотландския флаг с кръста на светия апостол Андрей.
- Датския флаг – най-стария от действащите флагове, въведен през 13 век.
- Генуезския флаг с кръста на свети Георги.
- Венецианския с лъва на свети Марко.

## Морските флагове в 17 до първата половина на 20 век

### Юниън Джак
В Англия през епохата на Елизабет I (1558 – 1603 г.) всеки военен кораб има особен раиран знак с кръста на свети Георги в горната лява част на знамето. Райетата като правило са хоризонтални; вариращи по число (от пет до единадесет) и цвят (червен, бял; зелен, бял; червен, бял, син; червен, зелен, червен, син и др.).

На 12 април 1606 година английския крал Джеймс I утвърждава използването на нов флаг, станал известен с името Юниън Джак:
| „ | От този момент занапред, всички наши поданици, на този остров и в кралство Великобритания и неговите части трябва да носят на мачтите си червен кръст, наричан още кръста на свети Георги, и бял кръст, наричан още кръста на свети Андрей, съединени заедно, в съответствие с формата, създадена от нашите хералди... | “ |

От 1625 г. Британския военноморски флот е разделен на три ескадри, всяка от които има флаг с определен цвят. Червения флаг е предназначен за централната ескадра под командването на адмирал на флота; синия – за авангарда, който се командва от вицеадмирала, а белия флаг – за ариергарда, командван от контраадмирал. От това разделение се отказват 1864 г., но белия цвят на флажното платно остава неизменен; синия цвят става символ на Кралския резерв на ВМС, той може да се използва от запасните офицери, командващи частни съдове.
До 1634 г. Юниън Джак се използва за граждански и за военноморски съдове. По-късно използването на флага е ограничено само до кралските кораби или съдовете, непосредствено служещи на краля. Търговските съдове отново започват да използват белия флаг с кръста на св. Георги, а шотландските кораби – флага с кръста на светия апостол Андрей. Едновременно с това, като търговски флаг започва да се използва червения флаг с кръста на свети Георги горе вляво (използването му е легализирано 1674 г.). Указ от 1674 г. съхранява „флаг и гюйс бели с червен кръст (наричан кръст на свети Георги)“, а също повторно предупреждава, че използването на Юниън Джак от търговски съдове е нелегално. Много търговски капитани предпочитат използването на „кралския гюйс“ вместо търговските флагове, за да получат допълнителни привилегии (по-добра защита, освобождаване от пристанищни такси във Франция и освобождаване от използване на лоцман в Холандия).
1801 г. с официалното обединение на Великобритания и Ирландия е създадена нова държава – Обединено кралство Великобритания и Ирландия. Към флага на Великобритания, е добавен символа на Ирландия – флага на Свети Патрик. В този вид флага съществува и до днес.

### Андреевски флаг
Един от най-старите военноморски флагове е руския флаг, също известен като Андреевски флаг. Той е утвърден около 1700 г. от император Петър I. На бялото платно на Андреевския флаг е изобразен син Андреевски кръст. Като и във Великобритания, дадения символ се полага на корабите от кордебаталията, които командва адмирала на флота; сините и червените флагове с андреевски кръст в горния ляв бял ъгъл са приписани на авангарда и ариергарда съответно.

### Други флагове
Композицията от флагове с Юниън Джак горе вляво оказва значително влияние на военната символика в много други страни в Европа. Франция през 1790 г. на бялото поле на гюйса, използван по време на монархията, добавя поле, украсено с цветовете на републиката. Флагове с подобна композиция в 1815 г. учредяват Швеция и Сардиния, а в 1844 г. на шведския гюйс (на шведски: örlogsgösen) се появяват цветовете на знамената на Швеция и Норвегия. Друг популярен модел за военен флаг в 18 век и 19 век е холандския флаг с хоризонтални черти.
- Военноморски флаг и гюйс на Кралство Франция
от 17 в. до 1790 г.
- Военноморски флаг на републиканска Франция (1790 – 1794)
— първия флаг на Първата френска република
- Търговския флаг на
Швеция
(1815 – 1844)
в състава на Шведско-норвежката уния
- Флаг на Кралство Сардиния
(1815 – 1848)
- Военноморски флаг и гюйс на Швеция
(1844 – 1905)
в състава на Швеция
- Националния
Флаг на Нидерландия
— в т.ч., търговски
и военноморски флаг
(до 1937 – гюйс)

От 1701 г. във флота на Прусия се използва обикновен бял флаг с малък герб и изображение на железен кръст (черен на цвят). Испанския морски флаг, приет 1785 г., е оцветен с гербовите цветове, по средата на платното е герба.

## Видове морски флагове

### Военноморските флагове
Специални военни флагове, различни от националното знаме, имат флотовете на около 40 страни по света; в някои случаи военния флаг има същата композиция, както и държавния, но в други пропорции. Също така някои страни имат специални флагове за спомагателните съдове: руските спомагателни кораби плават под тъмносиния флаг с Андреевски кръст горе вляво, а Кралската спомагателна флотска служба използва британския син кърмови флаг, с жълта котва.

### Гюйс
Гюйс – първоначално, носов флаг на кораба, се вдига на бушприта на корабите („бушпритен флаг“) на специален флагщок наречен (гюйсщок), както при престой, така и в морето, на ход (в Руската империя – до 1820 г.).
Болшинството първи гюйсове съответстват на флага, използван в морето от търговските или военноморските съдове. Първият английски морски флаг, бял с червения кръст на свети Георги, се използва като гюйс до 1606 г. на военните кораби, и в същото качество на търговските съдове до средата на 19 век.
В Русия, също, отначало, като носов (бушпритен) флаг за военните кораби, се използва кърмовия флаг. Но, примерно в 1699 г. (или поне не по-късно от 1701 г.) в руския флот се появява флаг, рисунката на който започва да се различава от тази на кърмовия, който за първи път документално е описан от Петър I 1712 г., като: „Гиус Червен, в който начертан бял кръст, Андреевския къст е с бяло обиколен. Гиус той също и кейзерс-флаг“. Т.е., гюйса, издигнат на гротмачтата, започва допълнително да показва присътствие на кораба на великите князе. По-късно кейзерс-флага започва да изпълнява функцията на длъжностен флаг на генерал-адмирала (виж по-долу).
Длъжностния флаг на генерал-адмирала се вдига и на носа на лодките и изпълнява функциите на своеобразен „лодъчен гюйс“. Като лодъчни гюйсове в руския флот са използвани и специални длъжностни лодъчни адмиралски флагове (виж по-долу).
Освен това практически веднага след въвежденето в Русия на гюйса като корабен флаг той започва да се използва и като крепостен флаг за обозначаване на морските (приморските) крепости и крепостните обекти (фортове). Флаг, повторящ гюйса, на флагщока на форта на Кронщат, е изобразен вече в гравюра от 1704 г. Официално общ рисунък за гюйса и за крепостния флаг е описан и утвърден в първия „Морски Устав“ на Руската империя от 1720 г.
В указаното качество гюйс или крепостен флаг той се използва до 1913 г., когато със закона от 7 декември № 40638 е утвърден нов вариант за крепостен флаг (в центъра е добавен държавния орел), който се използва до Февруарската революция от 1917 година, след което корабните флагове постоянно се изменят. Като крепостен флаг до 1924 г. се използва „царския“ гюйс стар образец, без орела. 1924 г. с постановление на ЦИК и СНК на СССР от 29 август 1924 г. отново е утвърден общ рисунък за гюйс и крепостен флаг. След това, рисунката на флага се сменя, но в съвместно качество на „гюйс или крепостен флаг“ (флаг на морските крепости) се използва и до днес.
Понастоящем, във Военноморския флот на Руската Федерация гюйса се издига на гюйсщока на бака (на носа) на корабите от 1-ви и 2-ри ранг, едновременно с кърмовия флаг, всеки ден (обикновено от 8 часа сутринта и до залез слънце) само „по време на стоянка на котва, на шамандура или на швартови“, а също и „на мачтите на бреговите салютни пунктове при провеждането на салюти“.
Така, гюйса има още едно, неофициално име, „престоен флаг“, тъй като служи за обозначаване на неподвижните военноморски обекти (както съответстващите кораби, така и крепостните обекти).
Гюйса, също както и националния флаг, свидетелства за националната принадлежност на военноморски кораб или крепостен обект.

### Длъжностни флагове
Главните длъжностни флагове на руския флот са щандартите на императора и членовете на императорското семейство, а също и кейзерс-флага („кейзер-флаг“), който по рисунка съвпада с гюйса, и обозначава присътствие на кораба на велики князе (виж по-горе). В първия „Морски Устав“ от 1720 г. официално е утвърден рисунъка на кейзерс-флага.
Впоследствие, с царски указ от 7 октомври 1721 г. е дадено на „генерал-адмирала, граф Апраксин, да се даде кайзер-флаг“ и той започва да изпълнява функциите на длъжностен флаг на генерал-адмирала. В това си качество флага се вдига на грот-стенгата или на носа на лодка.

#### Длъжностни флагове на адмиралите на Руския флот
В руския военен флот по времето на Петър I (1701) има и длъжностни флагове на адмиралите, които се вдигат на стенгите на мачтите, както и на лодките. Адмиралските флагове са цветни. Бял, червен, син. При това, Андреевския кръст на белия флаг до 1710 г. е само горе вляво, а след 1712 г. – цялото платно на флага.
1716 г. поради увеличаването на руския флота за дивизиите на флотовете са въведени цветни кърмови флагове. Но, поради това, че във всяка дивизия може да има свои адмирали, контраадмирали и вицеадмирали, е решено да се обозначава мястото на техния престой не с личен флаг, а с мястото на издигане на флага, аналогично на кърмовия. Т.е., един и същи флаг може да показва присътствие на съда на адмирали с различени рангове в зависимост от мястото на вдигане. Всеки адмирал издига своя флаг на стенгата на определена мачта:
адмирал – на грот-стенгата, вицеадмирала – на фор-стенгата, контраадмирала (или, като тогава се наричал, шаутбенахт) – на крюйс-стенгата.
Например, командващия 1-ва дивизия (старши адмирал) издига на грот-стенгата на кораба и на лодката „флаг на 1-ви адмирал“ – обикновения Андреевски флаг. Този флаг служи за флаг на вицеадмирала на 1-ва дивизия, ако се издигне на фор-стенгата и флаг на контраадмирала на I дивизия, ако е издигнат на крюйс-стенгата, и т.н.
1723 г. се появяват специални лодъчни флагове на адмиралите, които се издигат на носа на лодките (преди това там се издигат същите флагове, които се използват и на корабите). В това качество се използват:
Лодъчни адмиралски флагове
Флагове на командващия I дивизия (дивизията на белия флаг)
(„флагове на 1-ви адмирал“)
- Флаг на адмирал
- Флаг на вицеадмирал
- Флаг на контраадмирал

Флагове на командващия II дивизия (дивизията на синия флаг)
(„флагове на 2-ри адмирал“)
- Флаг на адмирал
- Флаг на вицеадмирал
- Флаг на контраадмирал

Флагове на командващия III дивизия (дивизията на червения флаг)
(„флагове 3-ти адмирал“)
- Флаг на адмирал
- Флаг на вицеадмирал
- Флаг на контраадмирал

1797 г. с указ на император Павел I Андреевския флаг горе вляво на адмиралските цветни флагове е заменен с гюйса (знака на генерал-адмирала, който тогава е самият Павел). Флаг на 1-вия адмирал остава белия Андреевски флаг.
Но, на съдове, без бизанмачта, е невъзможно да се издигне флаг на контраадмирал (той трябвало да се издига именно на бизанмачтата). Този пропуск е поправен едва при Александър I – дава се специално разрешение на императора в такива случаи да се издига на гротмачтата лодъчния контраадмиралски флаг.
1865 г. е решено, всички флагмани да използват в качество на стенгови обикновения бял Андреевски флаг. Но има уточнение, че, по особено указание, когато „при значителен състав на ескадрата“ тя трябва да се раздели на части, се допуска наличието на цветните флагмански флагове.
Със заповед на генерал-адмирала от 24 март 1870 г. №46 лодъчните флагове на адмиралите са утвърдени в качеството на стенгови:
стенговия флаг на адмирала става Андреевския флаг;
флаг на вицеадмирала става Андреевския флаг с допълнителна синя ивица долу;
а флаг на контраадмирала – Андреевския флаг с допълнителна червена ивица долу.
Тези нови стенгови флагове вече не са „вързани“ към определена мачта, защото и самите мачти в новия парен флот, практически, няма останали.